# Pietraszyn
Pietraszyn est une localité polonaise de la gmina de Krzanowice, située dans le powiat de Racibórz en voïvodie de Silésie.